# Mišo Kovač
Mišo Kovač (* 16. července 1941) je chorvatský zpěvák, který byl jednou z nejpopulárnějších hudebních ikon Jugoslávie, a nadále populární v dnešním Chorvatsku.

## Biografie
Mišo Kovač se narodil Zrince a Jakovovi Kovačům 16. července 1941 v Tribunji, dnes chorvatském městě blízko Šibeniku v době, kdy byla oblast pod italskou okupací během druhé světové války. Měl sestru Blanku a bratra Ratka.
V mládí se Mišo Kovač učil obchodovat jako výrobce koberců, ale vystoupení v talentové show v Karlovci mu změnilo život. V show udělal obrovský dojem ztvárněním "I can’t stop loving you" od Raye Charlese, a proto se rozhodl stát se profesionálním zpěvákem. Jeho první hit přišel v roce 1964 s písní "Više se neće vratiti" (napsáno Đorđem Novkovićem, prodáno půl milionu kopií) a v roce 1970 vyhrál prestižní Splitský hudební festival s písní "Proplakat će zora" (prodáno půl milionu kopií ).
Většina jeho písní byla inspirována Dalmátskou folkovou hudbou, a Mišo Kovač se stal brzo nejpopulárnějším hudebníkem bývalé Jugoslávie. V dalších dvou dekádách vyhrával mnoho prestižních festivalových ocenění, zabral horní příčky v hudebních žebříčcích a prodával vinyly, kazety a CD nosiče v rekordních počtech. Jeho píseň "Dalmacija u mom oku" byla a stále je považována za skoro oficiální hymnu Dalmácie.
Mišo Kovač byl také jeden z prvních průkopníků zábavního průmyslu v zemi, který si udržoval svou popularitu použitím image a určitého životního stylu. V roce 1973 si vzal královnu krásy Anitu Baturinu, se kterou měl dvě děti, syna Ediho (1975) a dceru Ivanu. Začal nosit luxusní oblečení, knír a vlasy po ramena se staly jeho vlastní značkou.
Zhroucení Jugoslávie znamenalo pro Kovače začátek těžkých časů a tragédií. V roce 2007 v interview pro Aleksandra Stankoviće potvrdil, že v době rozpadu navrhl Johnnymu Štulićovi, aby založil stranu, která by se pokusila zachránit Jugoslávii. Během prvních voleb v Chorvatsku byl jednou z mála osobností z Chorvatského zábavního průmyslu pro podporu reformovaných komunistů Ivica Račana a dokonce prohlašoval, že by emigroval, kdyby se Franjo Tuđman a jeho Chorvatská Demokratická Jednota dostala k moci. I když se Franjo Tuđman dostal k moci, Mišo Kovač neemigroval a stal se poté spíše neosobností. Jeho první vystoupení v Chorvatské televizi bylo až během války v roce 1991. Zde Mišo Kovač ukázal svůj patriotismus písní inspirovanou útoky ze Srbské strany a JNA na jeho rodný Šibenik, "Grobovi im nikad oprostiti neće" (Hroby jim nikdy neodpustí).
Ve stejnou dobu se Mišův 16letý syn Edi přidal ke speciální jednotce Chorvatské armády zvané Škorpioni. Na začátku roku 1992 byl Edi Kovač smrtelně postřelen v Zagrebu za sporných okolností, oficiálně prohlášenou smrtí byla nehoda. Mišo Kovač byl hluboce ovlivněn tragédií a odmítl věřit oficiálním prohlášením o smrti syna. Prohlašoval, že jeho syn byl zavražděn a jeho snahy najít synovy vrahy ho dostalo do kontaktu s krajní pravicí Chorvatské strany práva. Začal podporovat stranu a objevoval se na shromážděních oblékajíce se do černé uniformy Chorvatských Obranných Sil (HOS), strany domobrany. Také si změnil své jméno Mišo na Mate.
V tu samou dobu také Mišo Kovač oznámil svůj odchod z hudebního průmyslu a uspořádal sérii koncertů, v nichž se chtěl rozloučit. Nejpamátnější koncert pořádal na stadionu v Poljud (stadion Hajduku Split) v roce 1993. Navzdory jeho oznámení však pokračoval v nahrávání nových alb a písní.
V roce 2000 u něj proběhla změna v politické orientaci, tentokrát na Chorvatskou Demokratickou Jednotu (HDZ). Vystupoval na jejich osmé konferenci 30. června roku 2007.
Ačkoli nezískal znovu svoji popularitu, kterou měl v 70. a 80. letech, Mišo Kovač si stále užívá reputaci hudební legendy a má mnoho loajálních fanoušků z celé bývalé Jugoslávie.

## Alba
- Mišo Kovač (1971)
- Portret (1973)
- Mi smo se voljeli (1974)
- Najveći uspjesi 1 (1975)
- Najveći uspjesi 2 (1975)
- Ovo je naša noć (1977)
- Uvijek ima nešto dalje (1979)
- Čovjek bez adrese (1980)
- Jači od vjetra (1981)
- Dalmacija u mom oku (1982)
- Osjećam te (1983)
- Zajedno smo (1984)
- Potraži me u pjesmi (1984)
- Ostala si uvijek ista (1985)
- Ti si pjesma moje duše (1986)
- Malo mi je jedan život s tobom (1987)
- Koncert (1988)
- Samo nas nebo rastavit može (1989)
- Za kim zvono plače (1990)
- Grobovi im nikad oprostiti neće (1991)
- Pjesma za Edija (1993)
- Mate Mišo Kovač (1994)
- Mojoj vjernoj publici (1995)
- Osjećam se jači (1997)
- Budi čovjek dobre volje (1999)
- Pjevaj, legendo (1999)
- Rane godine 1964-69 (1999)
- Dalmatino (2001)
- Oj ti dušo duše moje (2003)
- Hitovi (2005)
- Mišo u Šibeniku (2005)
- Ja sam kovač svoje sreće (2006)
- The Platinum Collection (2007)